# Venatrix tinfos
Venatrix tinfos är en spindelart som beskrevs av Volker W. Framenau 2006. Venatrix tinfos ingår i släktet Venatrix och familjen vargspindlar.
Artens utbredningsområde är Western Australia. Inga underarter finns listade.